# Тиквенско неолитно селище
Тиквенското неолитно селище (на гръцки: Νεολιθικός Οικισμός Κολοκυνθούς) е неолитно селище край костурското село Тиквени (Колокинту), Гърция.
Неолитното селище край Тиквени е открито случайно в лятото на 2001 година по време на пътни строителни дейности, които разрушават най-горния слой на селището. Веднага започват разкопки под ръководството на археолога Хараламбос Цунгарис, които продължават до 2002 година. От запазените площи са разкопани около един хектар.
В областта на изкопните работи, особено в северозападната част, е забелязана концентрация на ями с различни форми и размери, като някои от тях вероятно са се използвали за съхранение. В две от ямите са намерени следи, подкрепящи теорията за използването им за съхранение. В тях са открити разпръснати каменни и костени оръдия на труда, керамични фрагменти и животински кости. Все още не могат да се идентифицират строителните материали, използвани за селището, но всички датировки са до средата на неолита. Сред находките има много керамични съдове, бутлики, буркани и една лампа. Намерени са общо 25 глинени фигурки с разрези, много каменни инструменти и такива от кости, както и бижута, включително мъниста, амулети и други.